# Steve Coy
Stephen Coy (Harrow, Reino Unido; 15 de marzo de 1962-Bogliasco, Italia; 4 de mayo de 2018) fue un cantante y músico británico, principalmente conocido por su trabajo en la banda Dead or Alive, la cual logró fama internacional en 1985 por su sencillo «You Spin Me Round (Like a Record)», posteriormente versionado varias veces.

## Carrera
Coy fue conocido principalmente por ser integrante de la banda británica Dead or Alive, que se formó en el Liverpool de 1980 con el líder y vocalista Pete Burns y, en 1984, el multiinstrumentista, Steve Coy. Burns se encargó durante cuatro años, de darle un espacio a esta banda con un estilo andrógino que cautivó e influenció a otras figuras de la década como Boy George de Culture Club. Allí se desempeñó no solo como baterista sino también como corista, tecladista y guitarrista.
Otros integrantes del grupo fueron Mike Percy (bajo), Tim Lever (teclados/saxo) y Wayne Hussey (guitarra).
La banda se hizo conocida mundialmente gracias a temas como la versión That’s the way (I Like It) de la banda disco KC & The Sunshine Band, You Spin Me Round (Like A Record), In Too Deep, Brand New Lover, My Heart Goes Bang, Lover Come Back To Me, entre otros.
Después de nueve años de muchos éxitos y Mad, Bad and Dangerous, un penúltimo disco en 1987 que resultó todo un fracaso, dos miembros de Dead Or Alive se separaron, pero Burns y Coy siempre permanecieron juntos hasta la muerte del vocalista en octubre de 2016.
Trabajó como solista en un proyecto llamado Bristar Records, sello discográfico que creó.
Desde 2004 solía frecuentar Génova y en 2008 se casó con Marina Zacco, radicándose definitivamente en Italia.

## Trayectoria en Dead or Alive
Junto a sus compañeros de la banda sacaron singles con What I Want y I’d Do Anything, y debutan con el LP Sofisticated Boom Boom en 1984 donde se incluye su primer Top 40 UK, That’s the Way (I Like It), una versión del éxito de 1975 de KC y Sunshine Band. Hussey dejaría Dead or Alive justo antes del lanzamiento del disco.
En mayo del año 1985 sacan su segundo álbum Youthquake y el sencillo You Spin Me Round fue número uno en la lista de singles del Reino Unido. En ese disco se incluyen otros éxitos como  Lover Come Back To Me, In Too Deep y My Heart Goes Bang. A finales de 1986 ve la luz su tercer álbum, Mad, Bad and Dangerous to Know con Brand New Lover, Something in My House y Hooked on Love, con motivos góticos. Tim Lever y Mike Percy dejan la formación. En 1987 sacan Rip It Up y a finales de 1988, reducido a dúo con Burns y Coy, más Coy, lanzan el auto-producido Nude con el sencillo Turn Around and Count 2 Ten seguido de Come Home with Me Baby.
Ya en los noventa lanzan Fan the Flame (Parte 1) con Your Sweetness (Is Your Weakness), Gone Too Long, y Unhappy Birthday. La segunda parte, planeada, nunca salió. Algunas pistas fueron regrabadas para el álbum Nukleopatra.  Durante años, Dead or Alive estuvieron inactivos. Burns en 1994 cantó con el grupo de techno italiano Glam, y en 1994 con Coy saca una versión de David Bowie de Rebel Rebel bajo el nombre de International Chrysis, llamado así por el difunto artista transexual de un club nocturno. Ya en 1995 sacan con los teclistas Jason Alburey y Dean Bright, Nukleopatra.
A partir de ese año en adelante, además de ser miembro de la banda, Coy se encargaría de ser el productor musical de la gran mayoría de los álbumes de Dead Or Alive durante los años siguientes. Además, durante un tiempo, fue mánager de Burns para algunas presentaciones en solitario.
En 2000, Dead or Alive editaron Fragile, una colección de versiones de temas como Even Better Than the Real Thing de U2 y I Promised Myself de Nick Kamen. Posteriormente, en 2003, Alburey y Bright decidieron alejarse de la banda, dejando a Dead or Alive una vez más como un dúo de Burns y Coy. En 2004 Burns triunfó con la canción producida por los Pet Shop Boys, Jack and Jill Party y también en solitario sacó en septiembre de 2010 un nuevo sencillo, Never Marry An Icon. 
Burns murió de un paro cardiaco el 23 de octubre de 2016 a los 57 años.

## Fallecimiento
Steve Coy falleció a los 56 años de edad el 4 de mayo de 2018 en un hospital de Bogliasco, Italia tras luchar durante 11 meses con una enfermedad incurable. Su colección de discos y vinilos de su banda Dead Or Alive fue donada por su esposa a una subasta benéfica para las víctimas de la tragedia del puente Morandi.

## Sencillos
| Año  | Canción                                        |
| ---- | ---------------------------------------------- |
| 1980 | I’m Falling                                    |
| 1981 | Number Eleven                                  |
| 1982 | It's Been Hours Now                            |
| 1982 | The Stranger                                   |
| 1983 | Misty Circles                                  |
| 1983 | What I Want                                    |
| 1984 | I'd Do Anything                                |
| 1984 | That's the Way (I Like It)                     |
| 1984 | What I Want                                    |
| 1984 | You Spin Me Round (Like a Record)              |
| 1985 | Lover Come Back (To Me)                        |
| 1985 | In Too Deep                                    |
| 1985 | My Heart Goes Bang (Get Me to the Doctor)      |
| 1986 | Brand New Lover                                |
| 1987 | Something In My House                          |
| 1987 | Hooked On Love                                 |
| 1987 | I'll Save You All My Kisses                    |
| 1988 | Turn Around & Count 2 Ten                      |
| 1989 | Come Home with Me Baby                         |
| 1989 | Baby Don’t Say Goodbye                         |
| 1990 | Your Sweetness (Is Your Weakness)              |
| 1990 | Gone 2 Long                                    |
| 1990 | Unhappy Birthday                               |
| 1996 | You Spin Me Round (Like a Record) (1996 Remix) |
| 1996 | Sex Drive                                      |
| 2001 | Hit And Run Lover                              |
| 2003 | You Spin Me Round 2003                         |
| 2006 | You Spin Me Round (Like a Record) (Reedición)  |